# Hoibeti
Hoibeti is een bestuurslaag in het regentschap Timor Tengah Selatan van de provincie Oost-Nusa Tenggara, Indonesië. Hoibeti telt 1977 inwoners (volkstelling 2010).